# Communauté d'agglomération Sarreguemines Confluences
Pour les articles homonymes, voir CASC.
La communauté d'agglomération Sarreguemines Confluences (CASC) est une communauté d'agglomération, située à cheval sur les départements de la Moselle et du Bas-Rhin, en région Grand Est.

## Histoire
Le 28 janvier 1971, un syndicat intercommunal à vocations multiples (SIVOM) est créé pour promouvoir le secteur de Sarreguemines.
Le 25 juillet 1972, le SIVOM est transformé en district de Sarreguemines.
Le 1er janvier 2002, le district est transformé en communauté d'agglomération Sarreguemines Confluences par arrêté préfectoral du 20 décembre 2001 et voit son périmètre étendu à d'autres communes. La nouvelle structure intercommunale compte alors 26 communes membres.
En application de la loi NOTRe, la communauté d'agglomération Sarreguemines Confluences a incorporé au 1er janvier 2017 la communauté de communes de l'Albe et des Lacs.

## Composition
La communauté d'agglomération est composée des 38 communes suivantes :

| Nom                        | Code Insee | Gentilé            | Superficie (km2) | Population (dernière pop. légale) | Densité (hab./km2) |
| -------------------------- | ---------- | ------------------ | ---------------- | --------------------------------- | ------------------ |
| Sarreguemines (siège)      | 57631      | Sarregueminois     | 29,67            | 20 324 (2022)                     | 685                |
| Blies-Ébersing             | 57092      | Blies-Ébersingeois | 5,24             | 600 (2022)                        | 115                |
| Blies-Guersviller          | 57093      |                    | 3,6              | 651 (2022)                        | 181                |
| Bliesbruck                 | 57091      | Bliespontains      | 10,88            | 976 (2022)                        | 90                 |
| Ernestviller               | 57197      | Ernestvillois      | 4,44             | 506 (2022)                        | 114                |
| Frauenberg                 | 57234      | Frauenbergeois     | 2,75             | 602 (2022)                        | 219                |
| Grosbliederstroff          | 57260      | Blithariens        | 13,07            | 3 322 (2022)                      | 254                |
| Grundviller                | 57263      | Grundvillergeois   | 6,27             | 661 (2022)                        | 105                |
| Guebenhouse                | 57264      | Guebenhousois      | 4,46             | 415 (2022)                        | 93                 |
| Hambach                    | 57289      | Hambachois         | 17,6             | 2 787 (2022)                      | 158                |
| Hazembourg                 | 57308      | Hazembourgeois     | 1,72             | 155 (2022)                        | 90                 |
| Hilsprich                  | 57325      | Hilsprichois       | 10,34            | 840 (2022)                        | 81                 |
| Holving                    | 57330      | Holvingeois        | 10,75            | 1 265 (2022)                      | 118                |
| Hundling                   | 57340      | Hundlingeois       | 6,63             | 1 344 (2022)                      | 203                |
| Ippling                    | 57348      | Ipplingeois        | 3,29             | 790 (2022)                        | 240                |
| Kalhausen                  | 57355      | Kalhausiens        | 13,52            | 779 (2022)                        | 58                 |
| Kappelkinger               | 57357      | Kappelkingeois     | 8,58             | 421 (2022)                        | 49                 |
| Kirviller                  | 57366      | Kirvillageois      | 2,54             | 140 (2022)                        | 55                 |
| Lixing-lès-Rouhling        | 57408      | Lixingeois         | 4,22             | 810 (2022)                        | 192                |
| Loupershouse               | 57419      | Loupershousois     | 7,73             | 899 (2022)                        | 116                |
| Nelling                    | 57497      | Nellingeois        | 7,4              | 262 (2022)                        | 35                 |
| Neufgrange                 | 57499      | Neufgrangeois      | 7,17             | 1 349 (2022)                      | 188                |
| Puttelange-aux-Lacs        | 57556      | Puttelangeois      | 16,66            | 3 058 (2022)                      | 184                |
| Rémelfing                  | 57568      | Rémelfingeois      | 2,62             | 1 308 (2022)                      | 499                |
| Rémering-lès-Puttelange    | 57571      |                    | 9,24             | 1 034 (2022)                      | 112                |
| Richeling                  | 57581      |                    | 4,21             | 348 (2022)                        | 83                 |
| Rouhling                   | 57598      | Rouhlingeois       | 6,02             | 1 965 (2022)                      | 326                |
| Saint-Jean-Rohrbach        | 57615      |                    | 12,19            | 963 (2022)                        | 79                 |
| Sarralbe                   | 57628      | Sarralbigeois      | 27,29            | 4 386 (2022)                      | 161                |
| Sarreinsming               | 57633      | Sarreinsmingeois   | 6,98             | 1 206 (2022)                      | 173                |
| Siltzheim                  | 67468      | Siltzheimois       | 6,96             | 615 (2022)                        | 88                 |
| Le Val-de-Guéblange        | 57267      | Valguéblangeois    | 19,08            | 798 (2022)                        | 42                 |
| Wiesviller                 | 57745      | Wiesvillerois      | 8,83             | 908 (2022)                        | 103                |
| Willerwald                 | 57746      | Willerwaldois      | 6,31             | 1 519 (2022)                      | 241                |
| Wittring                   | 57748      | Wittringeois       | 8,09             | 741 (2022)                        | 92                 |
| Wœlfling-lès-Sarreguemines | 57750      | Wœlflingeois       | 6,24             | 697 (2022)                        | 112                |
| Woustviller                | 57752      | Woustvillerois     | 10,97            | 2 822 (2022)                      | 257                |
| Zetting                    | 57760      | Zettingeois        | 6,94             | 856 (2022)                        | 123                |

### Établissements publics de coopération intercommunale limitrophes

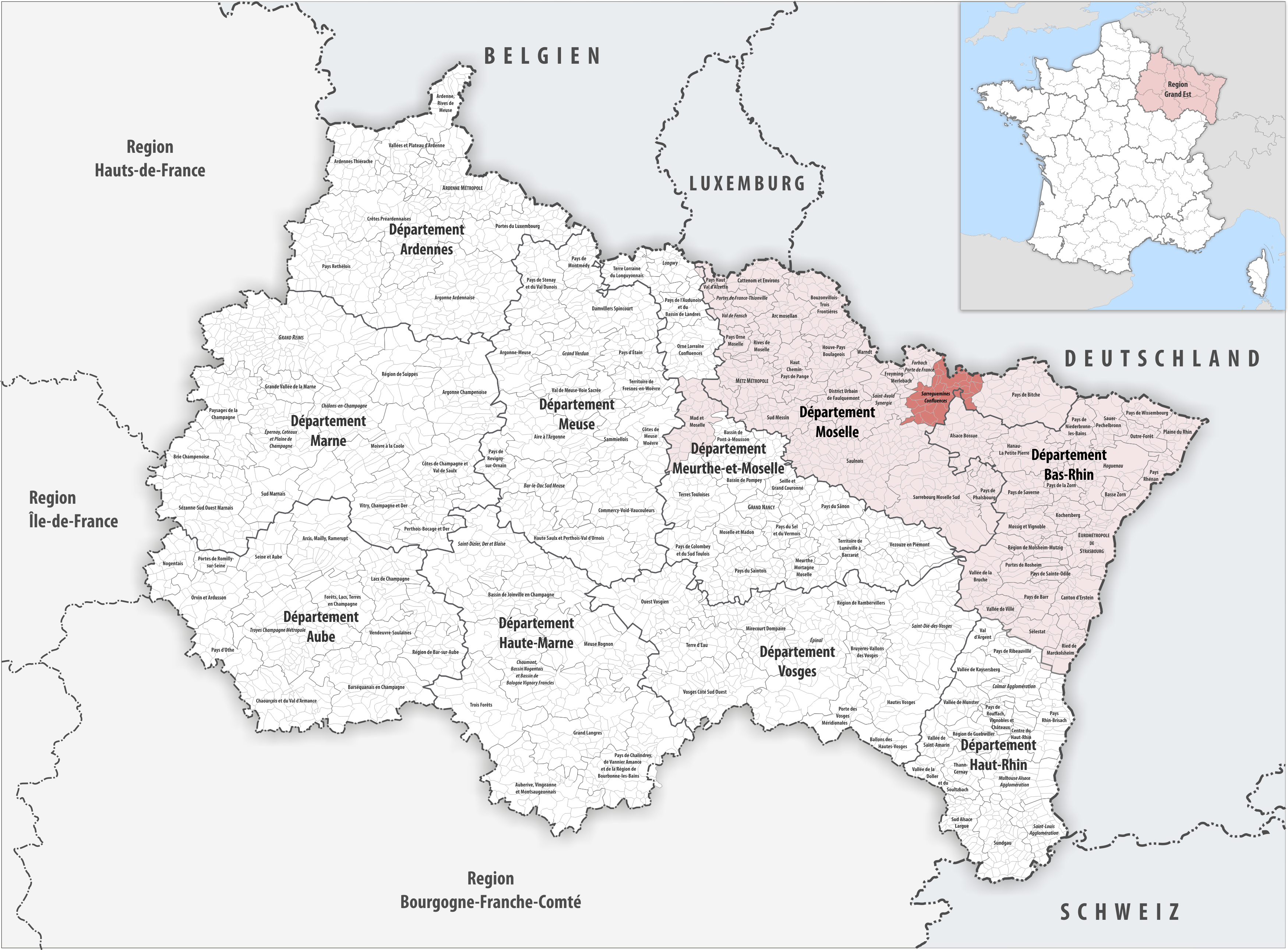
Sarreguemines Confluences au sein du Grand Est.

## Administration
| Période         | Période  | Identité    | Étiquette                 | Qualité                                                                                                 |
| --------------- | -------- | ----------- | ------------------------- | --- |
| 12 février 1971 | 1989     | Robert Pax  | UDF-CDS puis DVG puis DVD | Maire de Sarreguemines (1967-1995) Conseiller général du canton de Sarreguemines (1973-1985, 1992-2004) |
| 1989            | 1997     | Hubert Roth | app. RPR                  | Maire de Hambach (1989-2001) Conseiller général du canton de Sarreguemines-Campagne (1985-1998)         |
| 1997            | En cours | Roland Roth |                           | Maire de Blies-Guersviller (depuis 1989)                                                                |

## Compétences

### Sport
Le centre nautique de Sarreguemines est géré par la communauté d'agglomération de Sarreguemines. Il offre aux usages un bassin de compétition, un bassin de nage, un bassin pour les activités et un toboggan de 100 m de longs ainsi qu'un espace détente. Le centre nautique a accueilli 210 000 visiteurs en 2009. La CASC dispose d'une seconde piscine depuis l'intégration de Sarralbe à la suite de la loi NOTRe. La piscine de Sarralbe reste cependant avant tout dédiée aux scolaires et aux associations de la ville.
La CASC est également gestionnaire des équipements sportifs. Ainsi il y a cinq gymnases d'intérêt communautaire sur le territoire de l'agglo : les gymnases Himmelsberg, Jean Jaurès, Kieffer et Henri Nominé à Sarreguemines ainsi que le gymnase Val de Sarre à Grosbliederstroff.
Le Golf Sarreguemines Confluences est piloté depuis 2017 par la communauté d'agglomération. Situé sur les bancs des communes de Rouhling et Sarreguemines il compte une superficie de 130 hectares autour d'un plan d'eau.
Avec la fusion des intercommunalités la CASC possède désormais 150 km de voies vertes et de pistes cyclables. Ce réseau constitue l'un des plus grands de Lorraine sur un même territoire.

### Culture
La communauté d'agglomération a inauguré en 2007 à Sarreguemines une médiathèque communautaire qui se déploie sur 4100m². Elle propose différents services comme le prêt de livres, l'initiation à des langues étrangères ou encore de nombreuses animations. La médiathèque, par ses ouvrages et ses activités est chargée de promouvoir la langue locale, le francique lorrain. La médiathèque communautaire est complétée d'un réseau de bibliothèques sur l'ensemble du territoire de la communauté d'agglomération à Bliesbruck, Grosbliederstroff, Hambach, Hundling, Loupershouse, Neufgrange, Puttelange-aux-Lacs, Rémering-lès-Puttelange, Rouhling, Sarralbe, Siltzheim, Woelfling-lès-Sarreguemines, Woustviller et Zetting.

## Transports
La communauté d'agglomération est devenue autorité organisatrice de la mobilité (AOM).
La communauté d'agglomération exploite le réseau CABUS en complément des lignes Fluo Grand Est du Conseil régional, auparavant TIM (Transports Interurbains de la Moselle), et du réseau de trains TER (Transports Express Régionaux). Le réseau CABUS est constitué de quatre lignes urbaines desservant la ville de Sarreguemines, de neuf lignes inter-urbaines Fluo Grand Est (intégrées au réseau CABUS depuis le 1er  septembre 2006) et de sept lignes suburbaines.

### Impact énergétique et climatique

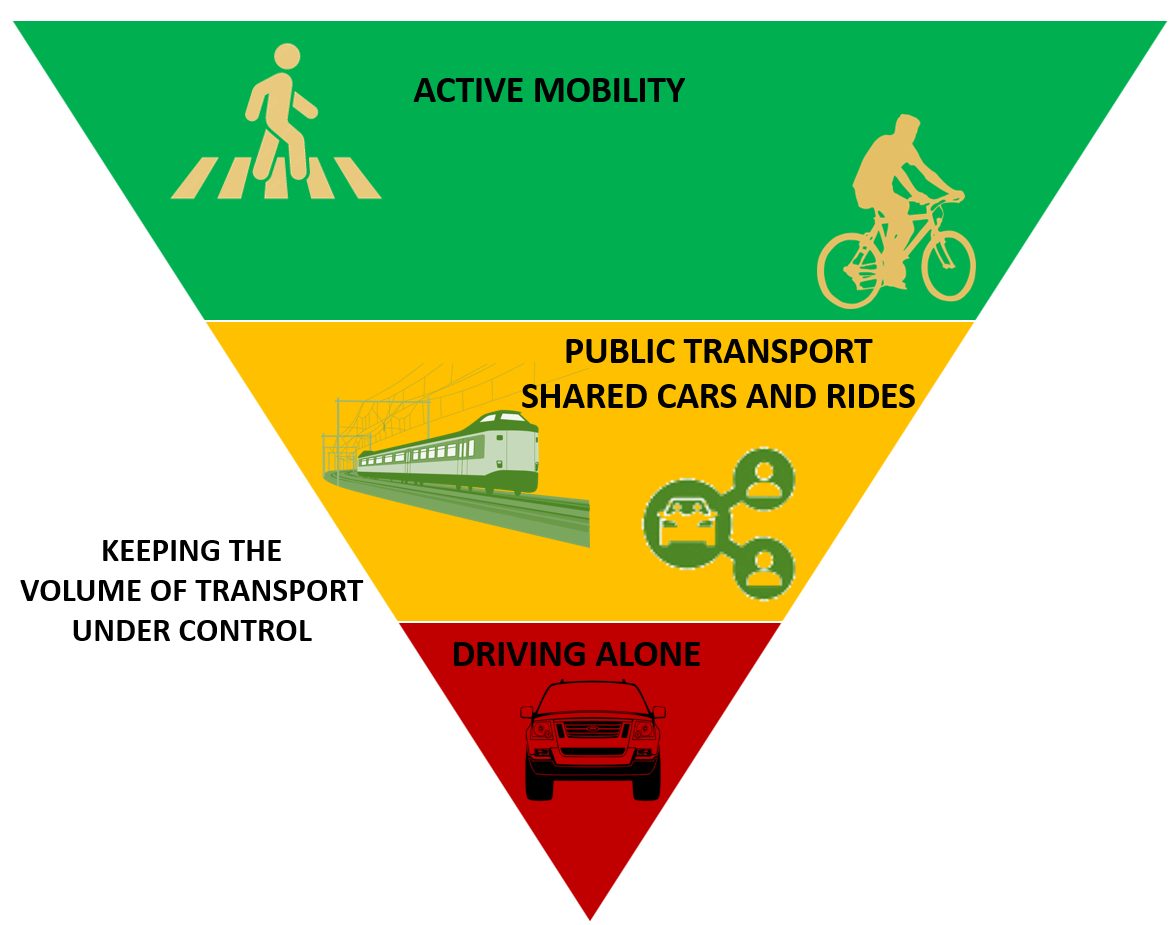
Pyramide de la mobilité, proposée par le projet européen Share North.

| -                              | Transports routiers | Autres transports |
| ------------------------------ | ------------------- | ----------------- |
| Carburant (GWh)                | 365                 | 3                 |
| Électricité (GWh)              | 0                   | 0                 |
| Gaz à effet de serre (ktéqCO2) | 92                  | 1                 |

## Énergie et climat
Dans le cadre du schéma régional d'aménagement, de développement durable et d'égalité des territoires (SRADDET) du Grand Est, ATMO Grand Est tient à jour les statistiques énergétiques  des établissements publics de coopération intercommunale de la région sous forme de diagramme de flux.
L'énergie finale annuelle, consommée en 2020, est exprimée en gigawatts-heures,.
| -                          | GWh   |
| -------------------------- | ----- |
| Électricité                | 561   |
| Carburants ou combustibles | 1 647 |
| Chaleur primaire           | 62    |

L'énergie produite en 2020 est également exprimée en gigawatts-heures.
| -                          | GWh |
| -------------------------- | --- |
| Électricité                | 42  |
| Carburants ou combustibles | 83  |
| Chaleur primaire           | 51  |

Les gaz à effet de serre sont exprimés en kilotonnes équivalent CO2.
| -                     | ktéqCO2 |
| --------------------- | ------- |
| Liées à l'énergie     | 415     |
| Non liées à l'énergie | 61      |

Une usine de panneaux solaires devrait être implantée dans le territoire.